# Hybauchenidium gibbosum
Hybauchenidium gibbosum – gatunek pająka z rodziny osnuwikowatych, zamieszkujący północną Holarktykę.

## Habitat
Zamieszkuje tundrowe torfowiska, gdzie bytuje wśród mchów i roślin warstwy ściółki.

## Rozprzestrzenienie
Gatunek występuje w północno-wschodniej Azji (obwód magadański i Kamczatka), na Grenlandii, Alasce oraz w Kanadzie.